# Marge Hikurangi
La marge Hikurangi (également connue sous le nom de zone de subduction Hikurangi ) est la plus grande zone de subduction et faille de Nouvelle-Zélande.

## Tectonique
La zone de subduction de Hikurangi est une zone de subduction active s'étendant au large de la côte est de l'île du Nord de la Nouvelle-Zélande, où les plaques Pacifique et australienne entrent en collision,. La zone de subduction où la plaque Pacifique passe sous la plaque Kermadec au large de Gisborne enregistre environ 6 cm/an de mouvement des plaques tandis qu'au large de la côte de Wairarapa, ce chiffre diminue jusqu'à peut-être 2 cm/an. Il s'agit de la partie sud de la zone de subduction Tonga-Kermadec-Hikurangi dont le catractère le plus remarquable est la fosse d'Hikurangi. La tectonique de cette zone peut être résolue plus facilement en postulant qu'entre la fosse du Havre à l'est des monts sous-marins de la dorsale sud de Kermadec, le graben de Whakatane et la zone volcanique de Taupō sur l'île du Nord de la Nouvelle-Zélande, il existe une continuation de la microplaque de Tonga dans la microplaque de Kermadec qui s'étend probablement jusqu'au détroit de Cook. Les systèmes de failles actifs sur terre seraient cohérents avec la limite sud-ouest ma définie de la plaque Kermadec, qui serait le système de failles de l'île du Nord. La limite orientale entre la plaque Kermadec et la plaque Pacifique est la fosse Hikurangi-Kermadec.
Le plateau de Hikurangi, vestige d'une province magmatique, est actuellement en train d'être subduit sous l'île du Nord à la marge. Le slab de la zone Wadati-Benioff à une profondeur de plus de 200 km à Tauranga et au mont Taranaki et de plus de 75 km sous la zone volcanique de Taupō.